# Клан Макіннс

Ембрема (хрест) клану Макіннс.

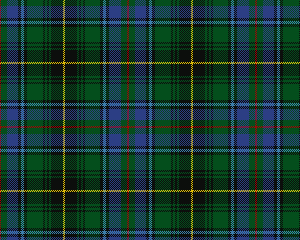
Тартан клану Макіннс.

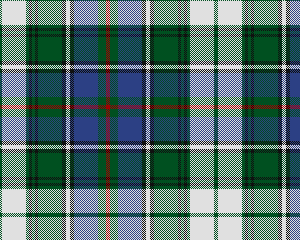
Тартан для сукні клану Макіннс.

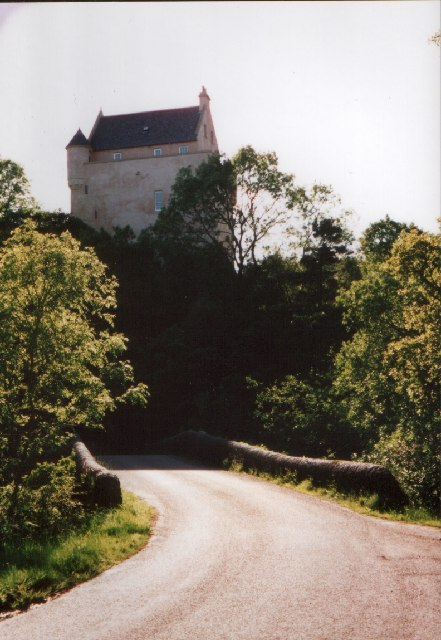
Замок Кінлохалін – резиденція вождів клану Макіннс.

Клан Макіннс – (шотл. - Clan MacInnes) – один з давніх кланів гірської Шотландії (Гайленд). Нині клан не має визнаного герольдами вождя клану, тому називається в Шотландії (як і інші клани без вождів) «кланом зброєносців».
Девіз клану: «Ghift Dhe agus Righ!» - «По милості Бога і Короля!» (гельськ.)

## Історія клану Макіннс

### Походження
Клан Макіннс ірландського походження. Назва клану Макіннс походить від гельських слів Mac Aonghais – Мак Енгаш – Син Енгуса. Ім’я Енгус (Ангус) походить з давньоірландського  aon – один, унікальний та gusa - вибір. Тобто «унікальний вибір», «вибір одного», «обраний». Це ім’я вперше для Шотландії вказується в книзі VII століття «Senchus fer n-Alban» - «Історія людей Альби (Шотландії)». 

### Прибуття до Шотландії
Предки клану Макіннс були серед перших ірландських переселенців в землі Айл, Юра та Кінтайл в регіоні Аргайл в нинішній Шотландії. Вони переселились на територію Шотландії з давнього ірландського королівства Дал Ріада у IV - V століттях. Це були племена скотт. Підкорення цих земель почав король Дал Ріада Фергус Мор та його брати Лоарн (Loarn) та Енгус (Óengus). Королівство Дал Ріада розширювало свої володіння підкоряючи землі південно-західної частини королівства піктів Альба. 
Енгус підкоривши ці землі став суддею королівства Дал Ріада і засновував колонії ірландців в нинішній Шотландії. Енгус був першим з клану Макіннс, хто був похований в монастирі на острові Йона. Королівство Дал Ріада міцніло, і зрештою, підкорило все королівство Альба частково винищивши, частково асимілювавши піктів. 

### Піднесення і падіння
Клан Макіннс володів островом Йона – островом, де постав монастир, що перетворився на центр християнства всіх Британських островів. Клан Макіннс в ранньому середньовіччі славився як клан вправних мереплавців. Всі вожді клану Макіннс були поховані на острові Йона. Не випадково святий Колумба вибрав саме острів Йона для створення центру християнства. Церква святого Колумби і досі стоїть в Лохалін поруч біля замку Кінлохалін – замку клану Макіннс. У IX столітті клан перебрався з островів в землі Аргайл, Морвен, Ардгур. Це було пов’язане з нескінченними набігами вікінгів які розграбували монастир на острові Йона. 
До XII століття клан Макіннс володів землями Морвен біля озер Лох Сунарт, Лох Лінн та острова Малл. Був збудований замок Кінлохалін, що став резиденцією вождя клану. Вікінги продовжували нападати на ці землі і клани скоттів об’єдналися в спілку Шол Гіллебріде (гельськ. - Siol Gillebride) – «Сім’я слуг святого Бріде» для захисту від вікінгів. До спілки ввійшли клани: МакГілліврей, МакМастер (гельськ. – MacMaster), МакЕхарн (гельськ. – MacEacharn), Хаттан. Спілку очолив Сомерлед (гельськ. – Somerled), що загинув у 1164 році. Його батько був вождем клану МакЕнгайс (гельськ. – MacAonghais). Онук Сомерледа був засновником кланів МакДональд та МакДугалл. 
У середині XIV століття останній вождь клану Макіннс був вбитий разом зі своїми синами за наказом лорда Островів Джона Островитянина. Вождь клану Макіннс порадив Джону Островитянину розлучитися з дружиною Емі МакРуарі (гельськ. - Amy MacRuari) і одружитися з дочкою короля Шотландії Роберта II. Емі дізналась про це і вирішила помститися. Вона розповіла Джону, що вождь клану Макіннс у резиденції Джона на острові Йона розводить собак. Джон розлютився і підмовив Дональда – сина Лахлана МакЛіна вбити вождя клану Макіннс та його синів. Вбивства були вчинені в замку Ардторніх на острові Саунд Малл. Як нагороду клан МакЛін отримав землі та замок Ардгур. Клан Макіннс залишився без вождя і люди клану були розсіяні землями Аппін, Скай, Крайгніх, Лохабер. Деякі з людей клану продовжували утримувати замок Кінлохалін.

### Розпорошення
У XVI столітті багато хто з клану Макіннс переїхав на землі Сліт на острові Скай. П’ять кораблів привезли п’ять сімей клану Макіннс на острів Скай. Чоловіки з клану Макіннс стали лучниками клану МакКіннон з Страт. Ці лучники стали відомі як Сльохт Нейлл а бога (гельськ. - Sliochd Neill a’ bhogha) – лінія Лучників Нейлл. Інші приєдналися до клану Дугалл Крайгніх (гельськ. - Clan Dugall Craignish). Деякі пішли в Пертшир і приєдналися до клану МакГрегор. Це призвело до того, що виникла плутанина – інколи стверджують, що Макіннс є септою клану МакГрегор, що неправда. Також клан Іннес не має відношення до клану Макіннс. Клан Іннес виник в землях Морей значно пізніше. 

### XVIII століття – повстання якобітів
Під час повстання якобітів клан Макіннс воював на боці британського уряду, але одна гілка клану підтримала повстання. У 1745 році люди з клану Макіннс були з обох воюючих сторін. Тому, що одні гілки і септи клану Макіннс підтримали клан Кембелл, що був на боці британського уряду, інші септи (Макіннс Морверн, Макіннс Лохабер, Макіннс Аппін) підтримали клани  які підняли повстання і підтримали Чарльза Едварда Стюарта. Багато людей клану Макіннс полягли в боях, інші були потім схоплені і повішені. Дональд Лівінгстон – 18-ти річний син Анни Макіннс з Морверн врятував прапор повстанців після поразки під Куллоден. Нині цей прапор знаходиться в музеї Шотландії. Полеглі були поховані на кладовищі Кіел Кірк (гельськ. - Kiel Kirk) в Лохалін Морвен, що існує і до сьогодні. Джона МакГіннеса схопили і катували – він знав де переховується Чарльза Едвард Стюарт, але не видав таємницю. 

### Еміграція
У 1790 – 1840 роках люди з клану Макіннс змушені були кидати свої землі і їхати в еміграцію. Бідність, неврожаї, висока орендна плата змушували людей кидати свої землі. Гори Хайленду порожніли. І тільки численні давні кладовища на островах Малл, Скай, Йона бережуть імена колишніх власників цих земель.

## Септи клану Макіннс
Angus, Canch, Cansh, Caunce, Hance, MacAngus, MacAinish, MacAinsh, MacAneiss, MacAninch, MacAninsh, MacAnsh, MacAonghais, MacAonghuis, MacCainsh, MacCance